# Josef Koller
Josef Koller (* 18. August 1872 in Wien; † 15. Oktober 1945 in London) war ein Wiener Volkssänger, Gesangskomiker, Schauspieler, Schriftsteller und Volksliedforscher.

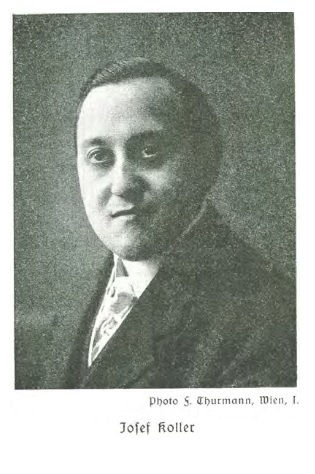
Josef Koller (1872–1945)

## Leben
Josef Koller, Kaufmannssohn, debütierte nach einer kaufmännischen Ausbildung mit 18 Jahren als Schauspieler am Sulkowsky-Theater in Matzleinsdorf,  damals ein Wiener Vorort.
Er trat in Teplitz, Prag und Budapest auf und unternahm Gastspielreisen durch Italien, Deutschland und Österreich, bevor er 1897 zur Budapester Orpheumgesellschaft stieß. Gemeinsam mit seiner Ehefrau, der Wiener Liedersängerin, Soubrette und Tänzerin Paula Walden, gehörte er als Wiener Jux-Gesangs-Duett Koller-Walden viele Jahre lang zu den beliebtesten Mitgliedern dieses Etablissements. Eine seiner erfolgreichen Rollen dort war der Kellner Moritz in der Klabriaspartie. Das Duo Koller-Walden trat mit seinen Gesangs- und Tanzduetten auch an anderen Bühnen auf. Sie hatten für diese Varietéauftritte und Privatengagements ein „decentes, reichhaltiges Programm, zumeist Original Couplets: allabendlich zwei verschiedene Nummern: ein Duett, ein Soli“. Koller war bis 1914 gemeinsam mit seiner Gattin Ensemblemitglied der Budapester Orpheumgesellschaft.
1916 erwarb Koller die Produktionslizenz der k.k. niederösterreichischen Statthalterei für Volkssängerführer. Damit konnte er eigene Veranstaltungen leiten und sein eigenes Varieté eröffnen, was er einige Jahre später auch tat, nämlich das Etablissement Cercle des Etrangers am Schwarzenbergplatz in Wien. Nachdem ihm die „Produktionsbewilligung für Telepathie Wachsuggestion, mit Ausschluss der Hypnose“ erteilt wurde, organisierte Koller 1919 Vorstellungen des Telepathen Erich Jan Hanussen an Mittelschulen und höheren Lehranstalten in Mährisch Ostrau. Im Anschluss daran gab es „humoristische Vorträge von Herrn Direktor J. Koller.“
Josef Koller gründete 1892 mit Matthias Bernhard Lautzky, Max Rott, Josef Modl und Karl Kratzl den Internationalen Artistenclub Die lustigen Ritter in Wien, der verarmte Artisten unterstützte, und war auch dessen künstlerischer Leiter. Mitglieder des Internationalen Artistenclubs erwarben 1900 ein Haus in Gablitz, Linzerstraße 78, als "Künstlerheim", welches 1917 bis 1932 Eigentum von Josef Koller war. Während dieser Zeit war er auch in NÖ tätig. Er war später auch der Führer und Sprecher der Autorenvereinigung. Er gilt außerdem als Gründer der österreichischen Schauspielervereinigung.
Koller schrieb Komödien, Schwänke, Operetten und Possen. Seine Stücke wurden auch an deutschsprachigen Bühnen in Amerika aufgeführt. Die Posse Auf der Polizei wurde über 1000 Mal gespielt. Als Autor des Buches Das Wiener Volkssängertum in alter und neuer Zeit verfasste er ein einzigartiges Dokument Wiener Geschichte.
Nach dem Anschluss Österreichs an Hitlerdeutschland emigrierte Koller mit seiner Ehefrau Sophie Koller, geb. Kornspann, nach London. Dort arbeitete er bis zu seinem Tod an einem neuen Werk, einer Geschichte des Wiener Theaters, die er fast vollendete. Josef Koller ist am 15. Oktober 1945 in London an einem Hirnschlag gestorben.

## Werke
- Aus den Tiefen der Großstadt, Schwank
- Auf der Polizei (1907), Schwank (mit E. Weinhauser)
- Blumenerwachen (1909), Fantastischer Scherz (mit W. Plautus)
- Ein mißlungener Fehltritt (1906), Posse
- Im Boudoir, Schwank
- Nachtbilder- aus den Tiefen der Großstadt (1908), Posse (mit W. Plautus)
- Neueste Anekdoten, Humoristika, Solo- und Duo-Szenen (Verlag G. Szelinski & Co)
- Pankraz Podlaka als Flurwächter Solovortrag im böhmisch-deutschen Dialekt
- Wiener Mädeln (1911), Operette (mit Leo Einöhrl), Musik: Ernst Wolf; UA in Venedig in Wien[9]

## Schriften
- Das Wiener Volkssängertum in alter und neuer Zeit. Gerlach & Wiedling, Wien 1931.